# Teodoto (poeta)
Teodoto (in greco antico: Θεόδοτος?, Theódotos; fl. II secolo a.C.) è stato un poeta ebreo antico vissuto probabilmente nel II secolo a.C..
Fu l'autore di un poema epico andato perduto intitolato Sui Giudei (Περὶ Ἰουδαίων), di cui rimangono soltanto quarantasette esametri, raccolti in otto frammenti. Sembra che l'argomento centrale dell'opera fosse l'episodio biblico del rapimento di Dina, figlia di Giacobbe, narrato in Genesi 34.

## Biografia
Molto poco sappiamo sulla vita e sull'opera di questo poeta. Anche Giuseppe Flavio in un passo del Contra Apionem nomina un certo poeta Teodoto; la possibilità che si tratti dello stesso autore tramandatoci da Eusebio è alta anche se non certa. Il nome greco Teodoto infatti era abbastanza comune tra gli ebrei durante l'epoca ellenistica, che spesso seguivano la pratica di assumere un doppio nome o di grecizzare il proprio nome semitico.
Dato che Alessandro Poliistore visse durante l'epoca sillana (82 - 79 a.C.) , si è soliti collocare l'opera di Teodoto prima di questi, almeno nel II secolo a.C. Lo studioso Bull ha avanzato la proposta di datare l'opera di Teodoto all'inizio del II secolo a.C. sulla base di un confronto tra i reperti archeologici del muro di Sichem e la descrizione fatta da Teodoto. Collins, invece, ponendo attenzione ad alcuni indizi testuali di natura religiosa e politica ha ritenuto che fosse corretto collocare l'opera di Teodoto sotto il regno degli Asmonei, tra la distruzione del tempio di Garizim, avvenuta nel 129 a.C. e l'occupazione armata della città di Sichem ad opera delle truppe giudaiche nel 107 a.C.

## Contenuto dei frammenti
Per quanto è dato conoscere dall'esame dei frammenti superstiti si evince che il filo conduttore che lega gli otto frammenti è la narrazione del rapimento di Dina, contenuta all'interno della storia del patriarca Giacobbe. Teodoto sembra rilegge in certi punti piuttosto liberamente questo episodio rispetto al modello biblico. 
Esaminiamo brevemente gli otto frammenti :
- Il primo frammento si apre con un'accurata descrizione della città di Sichem, che è il luogo dove tutta la vicenda si svolge. La città è descritta come prospera e fertile, il poeta traccia un'ampia descrizione del posto dalla campagna fino alla città, cinta da un grande muro .
- Nel secondo frammento l'autore dopo avere presentato il signore di quella terra Emmor, che governava con il figlio Sichem, dà inizio alla narrazione a partire dall'arrivo di Giacobbe con tutta la sua famiglia nella terra di Sichem.
- Nel terzo frammento si passa poi a riportare l'antefatto, quanto avvenuto prima dell'arrivo a Sichem, cioè il soggiorno di Giacobbe in Mesopotamia presso suo zio Labano, il matrimonio con Lia e Rachele e la nascita dei dodici figli e dell'unica figlia Dina; particolare risalto è dedicato alla descrizione della bellezza della ragazza.
- Un'ampia sezione in prosa, che non si può attribuire direttamente alla mano del poeta,  riassume i fatti accaduti in seguito all'arrivo a Sichem. Si legge Giacobbe, il quale si dedicò a coltivare la terra, mentre i figli si occupavano di portare le greggi al pascolo, intanto la figlia e le due mogli lavoravano la lana. Un giorno, però, Dina, presa dalla curiosità di visitare quel luogo, in occasione di una festa, decise di recarsi in città. Qui venne notata da Sichem, il principe del posto, che dopo averla rapita, la violentò. In seguito Sichem si innamorò profondamente della ragazza al punto tale da recarsi insieme al padre al cospetto di Giacobbe per chiederla in sposa. Giacobbe rispose che non gliela avrebbe data prima che tutti gli abitanti si fossero circoncisi. In questo contesto si inserisce la citazione tratta direttamente dal poema di Teodoto riguardo ai doveri matrimoniali degli ebrei.
- Nel quinto frammento Teodoto insiste sul dovere degli ebrei di rispettare il rito della circoncisione.
- Nel sesto frammento si riporta una profezia in cui il Signore promette ai discendenti di Abramo che avrebbe dato dieci nazioni. Questa profezia proclamata da Simone al cospetto di Levi ha il compito di legittimare il piano di vendetta che i due fratelli vogliono mettere in atto per punire i sichemiti.
- Nel settimo frammento si attribuisce alla volontà di Dio stesso la punizione inferta ai sichemiti, colpevoli di essere un popolo empio e ingiusto.
- Nell'ottavo ed ultimo frammento si espone l'epilogo della vicenda con l'uccisione di Sichem ed Emmor ed il saccheggio della città perpetrato dai fratelli.

Non possedendo l'intera opera non si è in grado di stabilire con precisione quale fosse il contenuto totale del poema di Teodoto, e fin dove si estendesse, d'altronde il titolo, Sui Giudei, qualora fosse autentico, lascerebbe pensare che l'opera si spingesse ben oltre questo singolo episodio.

## Lingua e stile
Una caratteristica propria dello stile e della lingua di Teodoto è il richiamo al modello dell'epica omerica. La lingua impiegata è quella studiata sui testi canonici dell'epica, l'Iliade e l'Odissea, ma non mancano richiami anche ai poeti epici moderni come Apollonio Rodio. Il verso è scorrevole e lineare e dimostra una notevole padronanza metrica. Un tratto caratteristico della poesia di Teodoto è una notevole chiarezza stilistica. Per quanto riguarda la dipendenza dal modello della Septuaginta, la Bibbia greca, sulla base dei riscontri linguistici non è possibile stabilire alcuna dipendenza. 
Dall'esame dei frammenti si delinea il profilo di un autore colto che conosce la Torah, ma legge anche Omero e i poeti.

## Tradizione del Testo
La porzione superstite del poema Sui Giudei di Teodoto è tramandata da Eusebio all'interno del ventiduesimo capitolo del nono libro della Preparatio Evangelica (Εὐαγγελικὴ Προπαρασκευή) . le otto citazioni sono incorniciate da parti in prosa che fungono da raccordo o da spiegazione tra i vari passi. Le parti in prosa sono probabilmente da attribuire alla mano di Alessandro Poliistore, lo storiografo ed erudito da cui Eusebio attinge diverse informazioni e notizie sul popolo giudaico. Da questo autore Eusebio attinge le citazioni delle opere storiografiche di altri autori giudaico ellenistici come Demetrio, Eupolemo e Artapano nonché i frammenti dei poemi di Filone il Vecchio e del tragediografo Ezechiele.

## Interpretazioni critiche
L'esame dei frammenti superstiti da parte degli studiosi ha dato luogo a diverse interpretazioni dell'opera e della figura di Teodoto. Secondo alcuni infatti si tratterebbe di un autore samaritano e sincretista il quale avrebbe scritto questo poema per celebrare Sichem, una delle città più importanti della Samaria. Secondo altri si tratterebbe invece di un autore giudeo e conservatore piuttosto vicino alla setta nazionalista degli Asmonei, attiva sul finire del II secolo a.C.
Queste contrastanti letture di una stessa opera sono dovute alla diversa interpretazione di alcuni elementi testuali.
Nel primo frammento si legge che la città di Sichem prenderebbe il nome da un certo  "Sikimio figlio di Ermes". Il Freudenthal, seguito da molti altri studiosi, ha sostenuto che attribuire la fondazione di una città palestinese ad un figlio del dio greco Ermes è un chiaro esempio di sincretismo religioso. Inoltre, sempre nel primo frammento la città di Sichem è detta "santa", e secondo il Freudenthal soltanto un autore samaritano avrebbe potuto attribuire alla città un tale prestigio. Ma Ludwich prima e in seguito Collins, hanno fatto notare che per quanto riguarda il nome del dio Ermes si potrebbe trattare di un errore testuale dovuto ad un caso di paranomasia, che ha portato la mano di qualche copista a confondere il nome del personaggio biblico Emmor con quello del dio greco Ermes. Mentre per quanto riguarda l'attributo "santa" in riferimento alla città, si tratta di un epiteto piuttosto comune nel linguaggio epico. Inoltre dall'esame complessivo di tutti e otto i frammenti si può notare una certa insistenza nel condannare duramente gli abitanti di Sichem.
All'interno del testo emergono anche richiami a tematiche come la proibizione dei matrimoni misti e l'obbligo della circoncisione, che sono argomenti cari alla propaganda antisamaritana messa in atto dai giudei.